# Stuttgart 21
Stuttgart 21 – kolejowy projekt transportowy oraz miejski, wchodzący w część nowej linii Stuttgart – Ulm (niem. Neubaustrecke Wendlingen–Ulm); największy projekt transportowy w Badenii-Wirtembergii w XXI wieku.

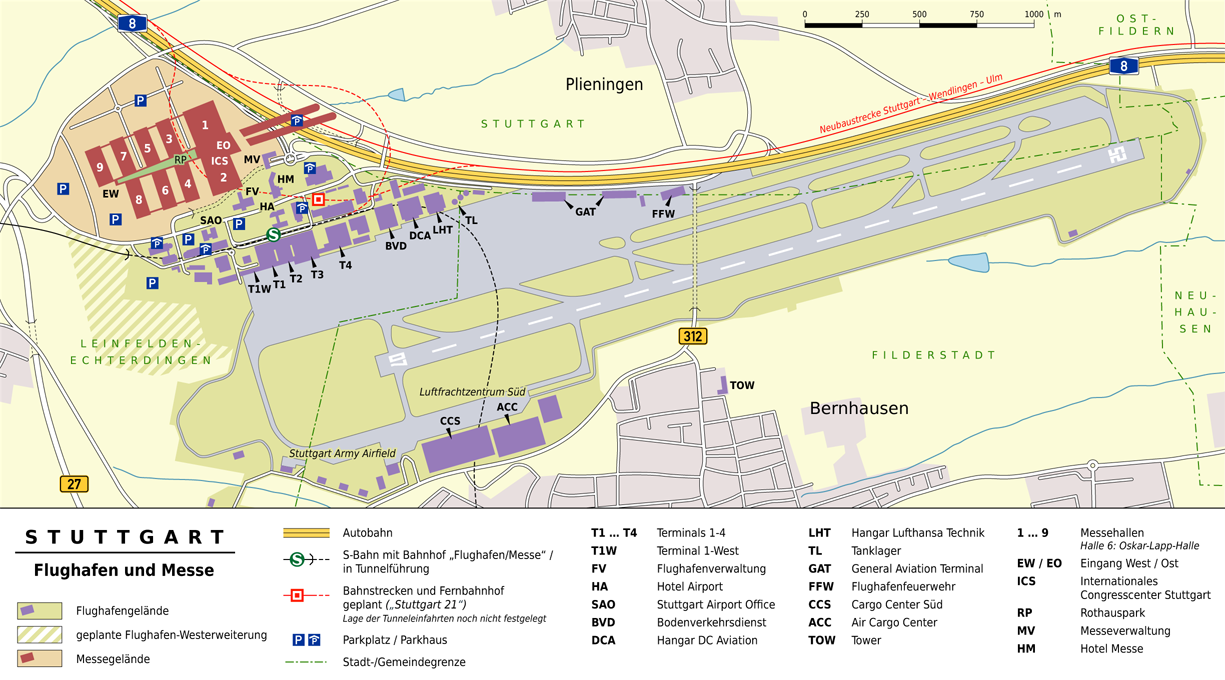
Lotnisko w Stuttgarcie z zaznaczoną obecną stacją Stuttgart Flughafen/Messe, jak i budowaną Filderbahnhof Stuttgart

W ramach projektu ma powstać nowy podziemny dworzec w Stuttgarcie oraz dwie nowe stacje: Stuttgart Mittnachtstraße i nowa stacja na lotnisku. Ponadto w ramach projektu ma być zbudowanych 57 kilometrów nowych torów, z tego około 30 kilometrów będzie przeznaczonych dla kolei dużych prędkości.
Od zbudowania dworca stuttgarckiego w 1866 roku do czasów współczesnych funkcjonował on jako dworzec czołowy. Przy budowie projektu Stuttgart 21 ma stać się on dworcem przelotowym, a pociągi pod dworcem mają przejeżdżać w kierunku poprzecznym względem obecnego. Nowa hala peronowa znaleźć ma się 11 metrów pod ziemią i doświetlana przez otwory dachowe. Poniżej tego poziomu znajdować się będą tory i perony przeznaczone do obsługi szybkiej kolei miejskiej w Stuttgarcie.
Dzięki budowie nowego dworca poprawić się ma infrastruktura kolejowa Stuttgartu. Oprócz samego dworca głównego dla kolei dużych prędkości zbudowana zostać ma też (lub przebudowana) infrastruktura dla przewozów regionalnych. Zbudowane zostanie nowe połączenie z lotniskiem oraz terenami wystawowymi, zbudowana zostanie nowa trasa kolei dużych prędkości Stuttgart – Ulm, oraz połączona zostanie magistrala kolejowa Paryż – Budapeszt (Magistrala dla Europy, w ramach Sieci Transeuropejskich).